# Mickaël Gelabale
Mickaël Gelabale (Pointe-Noire, Guadalupe, 22 de maig de 1983) és un jugador de bàsquet francés que actualment juga en l'Élan Chalon de la LNB Pro A. És internacional amb la selecció francesa de bàsquet. Mesura 2.01 m d'alçada i pot jugar tant en la posició d'aler com en la d'ala-pivot.

## Carrera amb clubs
Gelabale començà a jugar professionalment amb el Cholet Basket el 2001. En la seua última temporada amb l'equip (2003-04) feu una mitjana de 10 punts i 5 rebots per partit. La temporada 2004-05 signà pel Reial Madrid, on jugà durant dues campanyes i participà una mitjana de 23 minuts per partit.
L'estiu de 2005 Gelabale va ser seleccionat en la segona ronda del draft de l'NBA (48é posició) pels Seattle SuperSonics, però va preferir romandre una temporada més en el Madrid en comptes d'anar immediatament a l'NBA.
El 12 de juliol de 2006 va signar un contracte de dos anys amb el Sonics de l'NBA. Degut a la competència en l'equip de Ray Allen i Rashard Lewis en la temporarda 2006-07 i del rookie Kevin Durant en la 2007-08, Gelabale va disposar de pocs minuts. A mitjans de la segona temporada en l'NBA, va patir una lesió en el lligament encreuat anterior.
El 29 de març de 2009, un any després de la seua lesió, tornà a disputar un partit de bàsquet, aquesta vegada amb els Los Angeles D-Fenders de la D-League.
La campanya següent torna a fitxar pel Cholet Basket de la LNB PRO A. Amb ells guanya la lliga francesa 2009-2010 i és nomenat MVP de la final dels playoffs.
Al juliol de 2010 Gelabale signa un contracte amb l'ASVEL Lyon Villeurbanne.
La temporada 2011-2012 fitxà pel Spirou Basket de Bèlgica per un any, però més tard el seu contracte fou suspés indefinidament a causa d'una lesió.
El gener de 2012 signa amb el Khimki de Moscou fins al final de la temporada.
L'agost de 2012 va signar amb el KK Cedevita. Després que l'equip croata va caure eliminat de l'Eurolliga, Gelabale fitxà pel València Bàsket al desembre de 2012. Només va romandre un mes amb l'equip taronja, ja que al gener va signar un contracte temporal amb els Minnesota Timberwolves. Amb el València Bàsket, Gelabale disputà 5 partits en l'ACB, realitzant una mitjana de 11 punts i 3.4 rebots per partit.
El 19 de gener de 2013 signa amb els Minnesota Timberwolves de l'NBA un contracte de 10 dies. El 29 de gener de 2013 signa un segon contracte de 10 dies. Finalment, el 8 de febrer de 2013 va signar amb el Timberwolves per a la resta de la temporada.
La temporada 2013-14 juga de nou en les files del Khimki de Moscou.
El 21 de novembre de 2014 signa un contracte d'uns mesos amb l'Strasbourg IG. Després d'acabar el contracte amb l'Estrasburg, el 5 de gener de 2015 fitxa amb el Limoges CSP.
Les temporades 2015-16 i 2016-17 juga amb el Le Mans Sarthe de la lliga francesa.
El 10 d'octubre de 2017 va signar amb l'Élan Chalon. La temporada 2019-20 va fer una mitjana de 11.1 punts i 5 rebots per partit. El juny de 2020, Gelabale va estendre el seu contracte amb l'Élan Chalon fins al 2022.

## Carrera amb la selecció francesa
El setembre de 2005, Gelabale va ajudar l'equip nacional francés a guanyar la medalla de bronze en l'Eurobasket 2005. En l'Eurobasket 2011 el seu equip va guanyar la medalla de plata, i en l'Eurobasket 2013 guanyà la medalla d'or.

### Estadístiques amb la selecció francesa
| Torneig                     | GP | PPG  | RPG | APG |
| --------------------------- | -- | ---- | --- | --- |
| EuroBasket 2005             | 7  | 8.0  | 3.1 | 1.3 |
| 2006 FIBA Campionat Mundial | 9  | 8.7  | 4.6 | 0.7 |
| 2010 FIBA Campionat Mundial | 6  | 11.2 | 4.0 | 2.0 |
| EuroBasket 2011             | 9  | 7.3  | 1.8 | 1.0 |
| 2012 Olympics               | 6  | 7.8  | 3.5 | 1.3 |
| EuroBasket 2013             | 11 | 7.6  | 2.9 | 1.5 |

## Palmarés

### Amb clubs
- Campió de la Lliga ACB: 2005
- 2x Campió de la lliga francesa: 2010, 2015
- Campió de l'Eurocup: 2012
- Finalista de la lliga russa: 2012
- Campió de la Copa de França: 2016

### Amb la selecció francesa
- Eurobasket 2005: medalla de bronze

- Eurobasket 2011: medalla de plata

- Eurobasket 2013: medalla d'or

- Campionat del Món de 2014: medalla de bronze

- Eurobasket 2015: medalla de bronze

### Individual
- 3x All-Star de la lliga francesa: 2004, 2009, 2010
- 2x Campió del concurs d'esmaixades de la lliga ACB: 2004, 2005
- MVP de la final dels playoffs de la lliga francesa: 2010.[15]
- Màxim anotador de la lliga francesa: 2010-2011
- MVP francés de la lliga francesa: 2010-2011